# Arctia immaculosa
Arctia immaculosa là một loài bướm đêm thuộc phân họ Arctiinae, họ Erebidae.